# Patryk Rachwał
Patryk Rachwał (ur. 27 stycznia 1981 w Gliwicach) – polski piłkarz grający na pozycji pomocnika, reprezentant Polski, trener piłkarski. 

## Kariera piłkarska
Rachwał jest wychowankiem Górnika Zabrze, w którego barwach zadebiutował w pierwszej lidze 16 maja 1998 w spotkaniu z Dyskobolią Grodzisk Wielkopolski. Dwa lata później przeniósł się do Energie Cottbus, grał też w Sachsen Lipsk i Widzewie Łódź. Latem 2004 przeszedł do Wisły Płock. Po zakończeniu sezonu 2006/07 jego kontrakt w Płocku wygasł i piłkarz postanowił nie podpisywać nowej umowy. Został zawodnikiem GKS Bełchatów, w którym występował przez cztery lata. Kolejnym jego przystankiem w karierze była Polonia Warszawa. W zespole ze stolicy rozegrał dwanaście spotkań w sezonie 2010/11. 1 lipca 2011 podpisał kontrakt z Zagłębiem Lubin, w którym spędził półtora roku. Od 1 lutego 2013 ponownie był zawodnikiem Bełchatowa, w którym w 2019 zakończył karierę.
Rachwał zaliczył również cztery występy w seniorskiej reprezentacji Polski. Zadebiutował w niej 11 grudnia 2003 w wygranym 4:0 spotkaniu z Maltą. Trzy dni później zagrał w meczu z Litwą. W lipcu 2004 wystąpił w pojedynku ze Stanami Zjednoczonymi, w kwietniu 2005 zaś z Meksykiem.

## Statystyki
| Sezon         | Klub             | Kraj   | Rozgrywki   | Mecze | Bramki |
| ------------- | ---------------- | ------ | ----------- | ----- | ------ |
| 1997-1998     | Górnik Zabrze    | Polska | Ekstraklasa | 1     | 0      |
| 1998-1999     | Górnik Zabrze    | Polska | Ekstraklasa | 1     | 0      |
| 1999-2000     | Energie Cottbus  | Niemcy | -           | -     | -      |
| 2000-2001 (j) | Energie Cottbus  | Niemcy | -           | -     | -      |
| 2000-2001 (w) | Sachsen Lipsk    | Niemcy | -           | 15    | 0      |
| 2001-2002     | Widzew Łódź      | Polska | Ekstraklasa | 19    | 2      |
| 2002-2003     | Widzew Łódź      | Polska | Ekstraklasa | 22    | 0      |
| 2003-2004     | Widzew Łódź      | Polska | Ekstraklasa | 24    | 0      |
| 2004-2005     | Wisła Płock      | Polska | Ekstraklasa | 23    | 1      |
| 2005-2006     | Wisła Płock      | Polska | Ekstraklasa | 25    | 1      |
| 2006-2007     | Wisła Płock      | Polska | Ekstraklasa | 25    | 0      |
| 2007-2008     | GKS Bełchatów    | Polska | Ekstraklasa | 25    | 1      |
| 2008-2009     | GKS Bełchatów    | Polska | Ekstraklasa | 28    | 0      |
| 2009-2010     | GKS Bełchatów    | Polska | Ekstraklasa | 30    | 1      |
| 2010-2011     | Polonia Warszawa | Polska | Ekstraklasa | 12    | 0      |
| 2011-2012     | Zagłębie Lubin   | Polska | Ekstraklasa | 18    | 1      |
| 2012-2013     | GKS Bełchatów    | Polska | Ekstraklasa | 11    | 0      |

## Kariera trenerska
7 stycznia 2025 roku został szkoleniowcem GKS Bełchatów.